# Шейнцис, Олег Аронович
Оле́г Аро́нович Ше́йнцис (2 января 1949, Одесса — 16 июля 2006, там же) — российский сценограф

. Народный художник Российской Федерации (1997), секретарь Союза театральных деятелей Российской Федерации, лауреат двух Государственных премий Российской Федерации (1992, 2003).

## Основные даты
Детство началось в одесской коммуналке на Екатерининской улице (угол Дерибасовской). Отец — участник Великой Отечественной войны Арон Абрамович (Аврумович) Шейнцис (1922—?), уроженец Голованевска, кавалер ордена Красной Звезды (1943), работал архитектором.
Окончил Одесскую художественную школу и Одесское театрально-художественное училище. В 1970 работал архитектором, разрабатывая авторские проекты в Крыму, позже — скульптор в Одесском театре оперы и балета, служил в армии.
В 1977 году окончил постановочный факультет Школы-студии МХАТ (курс В. В. Шверубовича), с того же года — главный художник Первого Московского областного драматического театра. В этом же году впервые побывал в Ленкоме и познакомился с главным режиссёром Марком Захаровым, который без долгих переговоров предложил ему сотрудничество и сразу поручил оформить спектакль «Жестокие игры», следующей работой стала «Юнона и Авось». Ещё один знаменитый спектакль, оформленный Шейнцисом, — «Поминальная молитва».
С 1979 года занимался преподавательской деятельностью, с 1998 года — профессор Школы-студии имени Немировича-Данченко (кафедра технологии художественного оформления спектакля). Согласно концепции Шейнциса, которую он внушал студентам, театральный художник — это не просто дизайнер или оформитель, а полноправный участник театрального процесса, во многих случаях задающий его направление.
С 1980 года — по приглашению Марка Захарова работает главным художником Театра имени Ленинского комсомола («Ленком»).
В 1993 году в качестве дизайнера Шейнцис разработал дизайн приза для ежегодной национальной премии «Золотая маска» — изящную венецианскую маску, собственноручно изготовил первые экземпляры золотой маски. Сам Шейнцис по решению жюри премии дважды получал «Маску» за постановку Ленкома спектакля «Чайка» и спектакль Большого театра «Любовь к трём апельсинам».
Рабочий день мастера, по воспоминаниям жены, включал в себя разработку чертежей, макетов, зарисовок, работу с мастерскими, поездки на заводы, приобретение реквизита для спектаклей, тканей, работу с костюмерным цехом. Все эти дела Шейнцис старался выполнить лично, работал на износ, спал очень мало, выкуривал по три пачки сигарет в день, беспрерывно пил кофе.
Мастер плодотворно работал не только в России, но и за рубежом. Оформлял спектакли в Лондоне, Тель-Авиве, Флоренции, Софии, Братиславе, сотрудничал с киностудиями.
Дважды избирался секретарём правления Союза театральных деятелей, председателем комиссии СТД по сценографии. Участвовал во многих отечественных и международных выставках, в 2000 году состоялась его единственная персональная выставка.
Оставил снятые для телепередачи воспоминания об Андрее Миронове, с которым дружил и работал.
Был женат на Людмиле Кузьменко, детей нет.
Насыщенный график работы и полная самоотдача в творческой деятельности подорвали здоровье художника. Во время поездки в Одессу рано утром 16 июля 2006 года Олег Аронович скоропостижно скончался от сердечного приступа.
Похоронен в Москве на Троекуровском кладбище.

## Из воспоминаний современников
- Художник Борис Мессерер: «Я просто видел, как этот человек горел, как он переживал, как он кричал иногда на своих помощников и работников постановочной части».
- Гарри Гумель, главный художник театра «Эрмитаж», ученик Олега Шейнциса: «Почеркушки, которые мы делали на каких-то переменах… Что-то накалякаем, приносим к нему. Он умудрялся в этом находить идею. И мы чувствовали себя гениями после этого».

## Театральные работы
- «Жестокие игры»
- «Сашка» В.Кондратьева (1981) в театре имени Моссовета, постановка Г.Черняховского
- «Юнона и Авось»,
- «Высоцкий» М.Розовского (1983) в театре имени Евг. Вахтангова, постановка Г.Черняховского
- «Три девушки в голубом»
- «Оптимистическая трагедия»
- «Диктатура совести»
- «Мудрец»
- «Анна Каренина» Л.Толстого (1984) в театре имени Е. Вахтангова, постановка Р. Виктюка
- «Прощай, конферансье!» Г. Горина, 1985, Театр Сатиры,
- «Мистификация» по пьесе Нины Садур «Брат мой Чичиков» (на основе «Мёртвых душ» Н. В. Гоголя)
- «Тени» М.Салтыкова-Щедрина (1988) в Театре Сатиры,
- «Поминальная молитва» Г. Горина (1989)
- «Зойкина квартира» М.Булгакова (1989) в театре имени Евг. Вахтангова, постановка Г. Черняховского
- «Школа для эмигрантов» (1990) Д.Липскерова
- «Чайка» А. П. Чехова
- «Женитьба» Н. В. Гоголя (1996) в Театре на Покровке, постановка С.Арцибашева
- «Безумный день, или Женитьба Фигаро»
- «Варвар и еретик»
- «Гамлет»
- «Город миллионеров»
- «Шут Балакирев»
- «Плач палача»
- «Ва-банк»
- «Любовь к трем апельсинам», спектакль-опера (1997) по С. С. Прокофьеву, постановка П.Устинова в московском Большом театре.
- «Принцесса Турандот»
- «Дядя Ваня» А. П. Чехова, театр-студия п/р О. Табакова, режиссёр-постановщик Миндаугас Карбаускис, художники-постановщики Олег Шейнцис, Алексей Кондратьев.

Также оформлял спектакли в Братиславе, Лондоне, Софии, Тель-Авиве, Флоренции, сотрудничал с московскими театрами, работал в кино.

## Фильмография
1. 1988 Три девушки в голубом
2. 1988 Убить дракона

## Выставки
Неоднократно участвовал в художественных выставках, в рейтинге «Pain Art» отмечен как «художник-профессионал с узнаваемым индивидуальным почерком, востребованный художественным рынком и публикой».
- 2000 — в январе в Театральной галерее на Малой Ордынке, 9 — первая персональная выставка работ мастера.
- 2009 — в апреле в МГВЗ «Новый Манеж» — персональная выставка к 60-летию со дня рождения мастера.
- 2021 — в апреле в Еврейском музее и центре толерантности — выставка-инсталляция «Шейнцис. Эссе в четырех картинах» (кураторы - художники Анна Федорова и Тимофей Рябушинский)[5].

## Награды и звания
- 1991 — Заслуженный деятель искусств РСФСР (5 августа 1991) — за заслуги в области советского искусства[6]
- 1992 — Государственная премия Российской Федерации в области литературы и искусствв 1992 года (25 декабря 1992) — за спектакль «Поминальная молитва» по мотивам пооизведений Шолом-Алейхема (пьеса Г.Горина) в Московском театре «Ленком» [7]
- 1996 — лауреат премии «Золотая маска»
- 1997 — Народный художник Российской Федерации (11 сентября 1997) — за большие заслуги в области театрального искусства[1].
- 1997 — Лауреат премии «Хрустальная Турандот»
- 1998 — лауреат премии «Золотая маска»
- 2002 — Благодарность Президента Российской Федерации (16 сентября 2002) — за большой вклад в развитие театрального искусства[8]
- 2003 — Государственная премия Российской Федерации в области театрального искусства за 2002 год (5 июня 2003) — за спектакль Московского театра «Ленком» «Шут Балакирев»[9].
- лауреат премии Московского комсомола